# Gießkannenschwamm
Der Gießkannenschwamm (Euplectella aspergillum), auch Venuskörbchen, ist eine Art aus der Klasse der Glasschwämme. Im englischen heißt der Schwamm auch Venus’ flower basket (Blütenkorb der Venus), da er bei einigen marinen Garnelenarten der Stenopodidea jeweils einem Pärchen als Lebensraum dient.

## Beschreibung
Euplectella aspergillum erreicht eine Körperlänge von etwa 40 bis 240 Millimeter bei einem Durchmesser von 14 bis 50 Millimeter. Der Körper bildet eine im Inneren hohle, röhrenartige Struktur mit dünnen, aber durch das innenliegende Skelett aus miteinander fusionierten Skelettnadeln sehr stabilen Wänden. Die große obere Öffnung des Atriums ist durch eine poröse, sieb- oder durchschlagartige Platte verschlossen. Der Schwammkörper sitzt dem Substrat direkt, ohne Stielabschnitt auf, er ist zum basalen Ende hin ein wenig verschmälert. Verankert ist er durch ein Büschel vorstehender, Basalia genannter Skelettnadeln (sogenannter „lophophytischer“ Verankerungstyp), dieses ist, typisch für die Gattung, einfach und ungeteilt. Die einzelnen Nadeln sind 5 bis 15 Zentimeter lang bei einem Durchmesser von nur 40 bis 70 Mikrometer. Die Verankerung ermöglicht der Art, auch Weichsubstrate des Meeresbodens zu besiedeln. Die seitliche Wandung des Schwammkörpers besitzt zahlreiche porenartige Öffnungen, dieses sind die Ausströmöffnungen oder Oscula, durch die das in den zentralen, schlotartigen Hohlraum (Atrium genannt) einströmende Wasser wieder ausströmt, nachdem es in den zahlreichen kleinen, innerhalb der Wandung liegenden Filterkammern gefiltert wurde. Die Oscula sind jeweils 1 bis 2 Millimeter breit, sie sitzen auf zwei gedachten, gegenläufigen Spiralen, die sich in einem Winkel von 45 Grad schneiden. An älteren Individuen werden diese Spiralen teilweise durch rippenartige Verstärkungen, die außen aufsitzen, nachgezeichnet, diese können aber unterbrochen sein oder fehlen.
Die Skelettnadeln des Körpers bestehen, wie typisch für Glasschwämme, aus zwei Größenklassen, den größeren Macrosclerae und den einzeln sitzenden, nur Bruchteile von Millimetern langen, sternförmigen Microsclerae. Die sogenannten choanosomalen Macrosclerae des Körperinneren sind bei der Gattung durch außen sitzende, sinterartige Auflagerungen, die Synapticulae genannt werden, zu einem filigranen, gitter- oder käfigartigem Skelett verschmolzen. Die meisten Macrosclerae bei der Art sind vierstrahlig (wegen der Kreuzform von griechisch Stauros, „Stauractinen“ genannt), es kommen aber auch fünf- und, eigentlich typisch für die Unterklasse, sechsstrahlige Nadeln vor.

### Eigenschaften des Skeletts
Die Skelettnadeln oder Spiculae bestehen, wie bei allen Glasschwämmen, aus biogenem Opal (amorphem Siliciumdioxid). Das Skelett aus miteinander fusionierten Nadeln lässt eine Gitterstruktur aus rechtwinklig kreuzenden Streben erkennen, die aus parallel angeordneten, miteinander fusionierten Einzelnadeln bestehen. Jede zweite so gebildete Gitterzelle wird durch diagonale Streben versteift. Die Einzelnadeln bestehen aus glasartigem, amorphem Opal, der in lamellenartigen Schichten einen zentralen, aus Protein bestehenden Achsfaden umgibt, auch zwischen den Lamellen sind Proteinlagen eingeschaltet, so dass sich ein Verbundwerkstoff ergibt, der zäher und biegsamer als eine reine Glasfaser ist. Durch diese Bauweise ergibt sich eine bemerkenswert hohe mechanische Stabilität.
Zusätzlich zu den mechanischen Eigenschaften besitzen die Skelettnadeln des Gießkannenschwamms optische Eigenschaften, die denjenigen von Glasfaser-Kabeln ähneln. Wie in diesen wird eingefallenes Licht durch unterschiedlichen Brechungsindex im zentralen Zylinder geleitet und so längs der Faser weitergeführt. Die Effizienz wird durch am Ende der Fasern sitzende, linsenartige Aufweitungen noch weiter erhöht. Die biologische Funktion dieser Eigenschaft ist bei der Art ungeklärt. Bei andern Schwammarten konnte eine Funktion zur Weiterleitung von Licht ins Innere des Schwammkörpers nachgewiesen werden, um symbiontische Algen mit Licht zu versorgen; dies spielt beim Gieskannenschwamm keine Rolle. Bei einer anderen Art, Suberites domuncula wurde die Präsenz einer Luciferase, und damit Leuchtvermögen (Biolumineszenz), sowie das Vorhandensein photosensitiver Proteine nachgewiesen, die eine nervenartige Informationsweiterleitung durch die Nadeln weitergeleiteten Lichts innerhalb des Organismus möglich erscheinen lassen. Entsprechende Nachweise, schon für Biolumineszenz selbst, auch beim Gießkannenschwamm stehen aber noch aus.
Forscher vermuten in den Fasern des Schwamms Vorbilder für neue optische Leiter, da ihre Lichtleitfähigkeit denen gewöhnlicher Glasfasern überlegen ist. Auch die stabile Gitterstruktur, die den Schwamm fast unzerbrechlich macht, könnte als Vorbild für menschliche Architektur dienen.

## Zusammenleben mit Garnelen
Die Art ist bekannt dafür, dass sich in ihrem Inneren sehr oft jeweils ein Pärchen aus Männchen und Weibchen von Garnelen der Familie Spongicolidae (Stenopodidea), insbesondere der Art Spongicola venustus, befindet. Die Garnelen sind so groß, dass sie nicht durch die vorhandenen Öffnungen passen, so dass sie den Schwamm nicht verlassen können. Die Garnelen besitzen einen glatten, nicht verkalkten Carapax und teilweise reduzierte Sinnesorgane und Putzeinrichtungen, sie können außerhalb der Schwämme nicht lange überleben. Die relativ großen Larven werden ins freie Wasser abgegeben (sie passen noch leicht durch die Maschen). Junge Garnelen besiedeln Schwammorganismen, solange die Skelettelemente noch nicht miteinander fusioniert und daher noch weich sind. Sie ernähren sich von mit der Wasserströmung des Schwamms eingespülten Nahrungspartikeln, leben also als dessen Kommensalen.
Diese Beziehung, bei der sich ein Paar in einem festen Haus zusammenfindet und dieses nie mehr freiwillig verlässt, soll in Japan die Nutzung der Art als symbolisches Hochzeitsgeschenk angeregt haben.

## Lebensraum

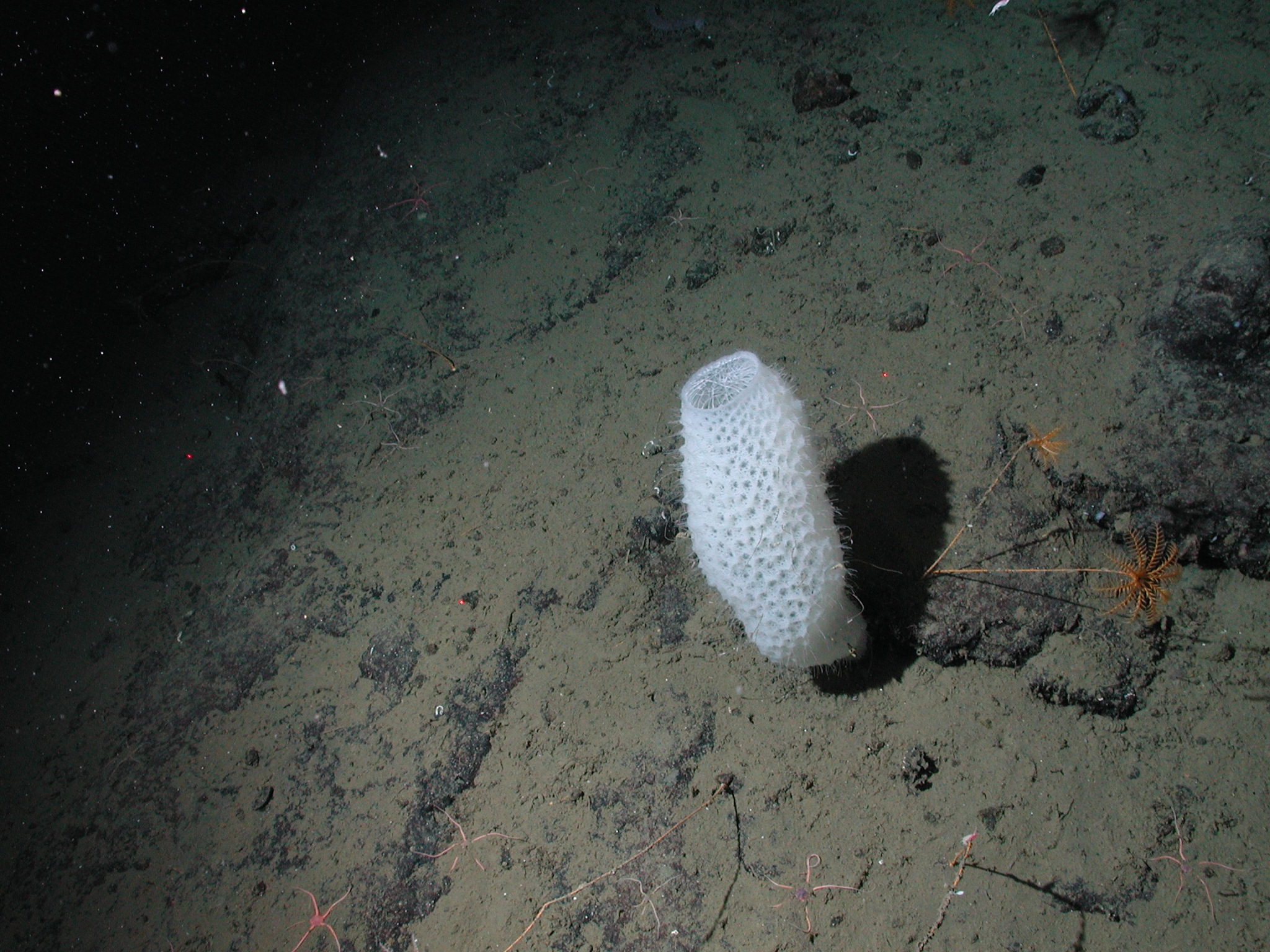
Individuum am Meeresgrund

Der Gießkannenschwamm findet sich im westlichen Pazifik und östlichen Indischen Ozean, die Nominatform um die Philippinen. Er findet sich in steinigen Regionen auf dem Meeresboden in Tiefen zwischen 100 m und 1000 m, häufig tiefer als 500 m.

## Systematik
Euplectella aspergillum ist die Typusart der Gattung Euplectella Owen, 1841. Diese umfasst 17 untereinander sehr ähnliche und schwer bestimmbare Arten. Innerhalb der Art werden, neben der Nominatform, drei Unterarten unterschieden.
- Euplectella aspergillum aspergillum Owen, 1841. Philippinen
- Euplectella aspergillum australicum Tabachnick, Janussen & Menschenina, 2008. gefunden vor Port Hedland, Australien
- Euplectella aspergillum indonesicum Tabachnick, Janussen & Menschenina, 2008. Indonesien (Sundastraße), Malaysia,
- Euplectella aspergillum regalis Schulze, 1900 (Syn.: Euplectella regalis). Indischer Ozean